# Полюдов Камень
Полю́дов Камень (Полю́д) — гора в Красновишерском районе Пермского края, в 7 километрах от города Красновишерска. Видна также из Чердыни. При высоте 527 метров — наивысшая точка возвышенности Полюдов Кряж (охраняемый ландшафт регионального значения).
Гора Полюд имеет вытянутый характер, вершина конусообразная. Склоны вершины довольно крутые, особенно с севера. Гора покрыта в основном хвойным лесом. На склонах Полюда берут своё начало притоки рек Чёрной и Петрунихи. С Полюдова камня очень хорошо видно Камень Ветлан и Помянённый камень.

## Легенды
По одной из легенд Полюд — это имя могучего богатыря, некогда жившего на вишерской земле и обладавшего невероятной силой. Когда враг был побежден, Полюд ушел в каменную гору, где и спит до сих пор. Имя «Полюд», возможно, было связано со старым русским словом «полюдье» — ежегодный объезд подвластного населения для сборов дани.
По другой коми-пермяцкой легенде богатырь Полюд сражался с богатырем Колчимом. Богатыри кидали в друг друга камни на протяжении многих лет и Бог наказал обоих за это: превратил в скалы.
Третья легенда гласит, что два богатыря Полюд и Ветлан любили одну девушку Вишеру и долгое время не могли её поделить, и тогда Всевышний превратил их в камни Полюдов Камень и Камень Ветлан, а девушку Вишеру в реку Вишеру, текущую между ними.